# Kim Begović
Kim Begovic, slovenska pevka, * 7. oktober 2000, Maribor. Njen prvi večji nastop je bil pri 7 letih na odru SNG Maribor, ko je v duetu z Alenko Gotar odpela uvodno arijo iz muzikala Fantom iz opere. Leta 2010 je tekmovala na 15. Otroškem FeNS-u s pesmijo »Do neba«, ki jo je napisala Petra Pečovnik. Istega leta je (pri 10 letih) zmagala na državnem tekmovanju v solo petju, na katerem se je predstavila s pesmijo »Hurt« Christine Aguilera. Pevsko se je najprej šolala pri Nataši Nahtigal, nekoliko pozneje pa tudi pri Gregu Enriquezu. Leta 2012 (oz. 2013) je začela delati s priznanim glasbenim pedagogom Joshuo Alamujem (The Voice of UK). Že po nekaj vajah z njim ji je uspelo zmagati na ameriškem natečaju Artists Pro List, kjer iščejo spletne pevske talente (osvojila je naziv Platinum Spotlight Winner). Poleti 2014 se je izobraževala v Londonu na westminstrski univerzi pri različnih učiteljih petja, glasovnih učiteljih in producentih (Joshua Alamu, Eva Brandt, Ali Tennant, Corey Feruggia). Znanje si je pridobivala tudi na (spletnih) tečajih Glasbenega kolidža Berklee (Berklee College of Music), in sicer iz »song-writinga«, tekstopisja in glasbene produkcije (2016–17).
Leta 2014 je posnela dve pesmi (eno tudi v remiksu) za celovečerni mladinski film Vloga za Emo: »Stuck in the Middle« (Ti in jaz v slovenščini) ter »Just Wait for a Minute« (avtorjev Petre Pečovnik in Sebastijana Novaka), ki jo je odpela v duetu z Žigom Avbrehtom.
2017 je predstavila svojo prvo avtorsko skladbo »Don't Forget« (avtorsko v smislu, da je zanjo sama napisala tako glasba kot besedilo). 2019 je sodelovala na Emi z »Rhythm Back to You«, istega leta pa je postala študentka Akademije za glasbo, medije in umetnost United Pop. 
V začetku leta 2020 je pripravila svoj prvi mednarodni singl, s katerim želi predvsem opozoriti nase na tujem tržišču, ki nosi naslov "Calling Me", ki ga je v soavtorstvu pripravila skupaj s priznanimi mednarodnimi avtorji na Švedskem, kot so Adriana Pupavac, Andreas Björkman, John Åhlin in Aidan O' Connor.

### Pesmi
- 2014: Ti in jaz / Stuck in the Middle (Dejan Radičević)
- 2014: Just Wait for a Minute – z Žigom Avbrehtom
- 2015: No One Has to Know (Dejan Radičević)
- 2017: Don't Forget
- 2019: Rhythm Back to You − EMA 2019
- 2019: The One to Blame
- 2020: Calling Me (prvi mednarodni singl)